# Danh sách tập của Anh trai vượt ngàn chông gai
Anh trai vượt ngàn chông gai là chương trình truyền hình thực tế về âm nhạc thần tượng được mua bản quyền từ chương trình Call Me by Fire của MangoTV (Trung Quốc). Khác với phiên bản nữ, format (định dạng) tổng thể của phiên bản nam có sự tham gia của 33 nghệ sĩ nam thuộc nhiều lĩnh vực nghệ thuật khác nhau, với độ tuổi chủ yếu từ 30 trở lên (một số nghệ sĩ có thể chỉ gần đến độ tuổi 30 tại thời điểm tham gia chương trình) tham gia vào các đêm công diễn để chọn ra những người chiến thắng sẽ góp mặt trong nhóm nhạc mới.
Chương trình được phát sóng vào lúc 20:00 trên kênh truyền hình VTV3 và công chiếu vào lúc 20:30 trên kênh chính thức của chương trình trên nền tảng YouTube.

## Tổng quan các mùa
| Mùa | Mùa | Số anh tài | Số tập | Số tập | Phát sóng gốc       | Phát sóng gốc        | Đội hình chung cuộc | TK    |
| Mùa | Mùa | Số anh tài | Số tập | Số tập | Phát sóng lần đầu   | Phát sóng lần cuối   | Đội hình chung cuộc | TK    |
| --- | --- | ---------- | ------ | ------ | ------------------- | -------------------- | --- | ----- |
|     | 1   | 33         | 15     | 15     | 29 tháng 6 năm 2024 | 19 tháng 10 năm 2024 | - Bằng Kiều - Tự Long - Đinh Tiến Đạt - Tiến Luật - Đỗ Hoàng Hiệp - Thanh Duy - Quốc Thiên - Binz - Cường Seven (đội trưởng) - Jun Phạm - BB TrầnS.T Sơn Thạch - Rhymastic - (S)TRONG Trọng Hiếu - Soobin - Kay Trần - Bùi Công Nam | [ 5 ] |

## Các tập

### Mùa 1
| Sân khấu ra mắt: Who Am I? – Hãy gọi tôi là |    |                                                             |                      |
| 1                                           | 1  | "33 anh tài ê hề tiểu phẩm và sân khấu concert bùng nổ"     | 29 tháng 6 năm 2024  |
| 2                                           | 2  | "Tiến Luật, Binz cùng dàn anh tài chốt hạ concert"          | 6 tháng 7 năm 2024   |
| Vòng công diễn 1: Người thiếu niên thuở nào |    |                                                             |                      |
| 3                                           | 3  | "Tự Long được săn đón nhất, BB Trần gặp áp lực điểm số?"    | 13 tháng 7 năm 2024  |
| 4                                           | 4  | "Duy Khánh, Cường Seven và 8 nhà bùng nổ giai điệu tự hào"  | 27 tháng 7 năm 2024  |
| Vòng công diễn 2: Lời nhắn từ vũ trụ        |    |                                                             |                      |
| 5                                           | 5  | "Soobin mất bài hát "quý", Jun Phạm bứt phá công diễn 2"    | 3 tháng 8 năm 2024   |
| 6                                           | 6  | "Chúng tôi luôn yêu thương và tự hào gia tộc 33 anh tài!"   | 10 tháng 8 năm 2024  |
| Vòng công diễn 3: Tấm khiên                 |    |                                                             |                      |
| 7                                           | 7  | "Chiêu mộ đội hình "khủng long", ai sẽ là "siêu đầu bếp"?"  | 17 tháng 8 năm 2024  |
| 8                                           | 8  | "Nhà Trẻ, Cá lớn, Chín muồi, Mứt gừng bứt phá công diễn 3"  | 24 tháng 8 năm 2024  |
| Vòng công diễn 4: Điểm tựa                  |    |                                                             |                      |
| 9                                           | 9  | "Ê hề tiểu phẩm trên đồi trà và sự lột xác của Tuấn Hưng"   | 31 tháng 8 năm 2024  |
| 10                                          | 10 | "Anh trai Tự Long truyền lửa văn hóa, 8 sân khấu đỉnh nóc"  | 7 tháng 9 năm 2024   |
| Vòng công diễn 5: Thế giới song song        |    |                                                             |                      |
| 11                                          | 11 | "Rhymastic đối đầu với Soobin, 2 anh tài hồi sinh là ai?"   | 21 tháng 9 năm 2024  |
| 12                                          | 12 | "Công diễn 5 quá khốc liệt, Duy Khánh và BB Trần xuất thần" | 28 tháng 9 năm 2024  |
| 13                                          | 13 | "Kiên Ứng, Hà Lê trở lại và giọt nước mắt ngày chia tay"    | 5 tháng 10 năm 2024  |
| Chung kết: Anh, tôi thành chúng ta          |    |                                                             |                      |
| 14                                          | 14 | "Suất ra mắt thuộc về nhà Cường Seven hay Đinh Tiến Đạt?"   | 12 tháng 10 năm 2024 |
| 15                                          | 15 | "Gia tộc anh tài toàn năng kết lại mùa hè 2024 rực rỡ!"     | 19 tháng 10 năm 2024 |

## Chương trình bên lề

### Why Call Me By Fire?
| Mùa 1 |    |                                                                 |                      |
| 1     | 1  | "Duy Khánh, BB Trần và "bí mật bị khui" vali tại Kaka túc xá"   | 3 tháng 7 năm 2024   |
| 2     | 2  | "Jun Phạm, Cường Seven vui – buồn lẫn lộn trước ngày concert"   | 11 tháng 7 năm 2024  |
| 3     | 3  | "Soobin, Bùi Công Nam – "hai thái cực" tại Kaka hội thao?"      | 17 tháng 7 năm 2024  |
| 4     | 4  | "Soobin, Thanh Duy quay cuồng chuẩn bị công diễn 1"             | 31 tháng 7 năm 2024  |
| 5     | 5  | "Khi các anh tài "không ngại" trổ tài, người ngại sẽ là ai?"    | 7 tháng 8 năm 2024   |
| 6     | 6  | "33 anh tài đã cố gắng thế nào với những lời nhắn từ vũ trụ?"   | 14 tháng 8 năm 2024  |
| 7     | 7  | "Neko Lê, Binz, BB Trần cảm thấy "bất an" khi anh tài vào bếp?" | 21 tháng 8 năm 2024  |
| 8     | 8  | "Hồng Sơn, Tăng Phúc cố gắng cùng các anh tài tạo "tấm khiên""  | 28 tháng 8 năm 2024  |
| 9     | 9  | "Tuấn Hưng, Quốc Thiên "bung lụa" khi sáng tạo video ngắn?"     | 4 tháng 9 năm 2024   |
| 10    | 10 | "Bằng Kiều, S.T Sơn Thạch "chạy nước rút" cho công diễn 4"      | 18 tháng 9 năm 2024  |
| 11    | 11 | "33 anh tài chuyện chưa lên sóng từ ngày hội ngộ"               | 25 tháng 9 năm 2024  |
| 12    | 12 | "Jun Phạm, Duy Khánh gặp khó vì công diễn 5 "kịch trần kịch""   | 2 tháng 10 năm 2024  |
| 13    | 13 | "Hà Lê, Kiên Ứng tỏa sáng theo cách riêng sau hồi sinh"         | 9 tháng 10 năm 2024  |
| 14    | 14 | "Soobin dốc hết sức, Rhymastic "liều" hết hồn chạy chung kết"   | 16 tháng 10 năm 2024 |
| 15    | 15 | "33 anh tài và toàn bộ ekip cảm ơn khán giả vì mùa hè đáng nhớ" | 23 tháng 10 năm 2024 |

### Podcast Tài – Thật – Thách
| Mùa 1 |   |                                                                                 |                     |
| 1     | 1 | "Kiên Ứng và Kay Trần "bóc chuyện" trong nhóm với Cường Seven, Soobin"          | 8 tháng 7 năm 2024  |
| 2     | 2 | "Đinh Tiến Đạt và Binz cảm thấy giao tiếp trung bình tốt là "chông gai"?"       | 29 tháng 7 năm 2024 |
| 3     | 3 | "Jun Phạm và Thiên Minh lần đầu cùng tham gia chương trình dù làm bạn 18 năm"   | 12 tháng 8 năm 2024 |
| 4     | 4 | "Liên Bỉnh Phát và (S)TRONG Trọng Hiếu thành tri kỷ khi tham gia chương trình?" | 26 tháng 8 năm 2024 |
| 5     | 5 | "Kay Trần, S.T, Liên Bỉnh Phát, Bùi Công Nam lịch lãm vượt chông gai"           | 9 tháng 9 năm 2024  |
| 6     | 6 | "Hà Lê, Đỗ Hoàng Hiệp dù đã U40 cũng có lúc "giận dỗi nhau như trẻ con"?"       | 23 tháng 9 năm 2024 |
| 7     | 7 | "Cường Seven, Rhymastic đam mê "đuổi theo" nghệ thuật từ thời đi học?"          | 7 tháng 10 năm 2024 |